# Боскауэн, Эдвард, 1-й граф Фалмут
Эдвард Боскауэн, 1-й граф Фалмут (англ. Edward Boscawen, 1st Earl of Falmouth; 10 мая 1787 — 29 декабря 1841) — британский пэр и политик. Он был известен как виконт Фалмут с 1808 по 1821 год.

## Происхождение и образование
Родился 10 мая 1787 года. Старший сын Джорджа Боскауэна, 3-го виконта Фалмута (1758—1808), и Элизабет Энн Кру (? — 1793), единственной дочери Джона Кру из Чешира . Он получил образование в Итонском колледже и некоторое время служил прапорщиком в Колдстримском гвардейском полку.

## Карьера
На парламентских выборах 1807 года Эдвард Боскауэн был избран членом парламента от Труро, выступая от партии тори за день до своего 20-летия.
8 февраля 1808 года после смерти своего отца Эдвард Боскауэн унаследовал титулы 4-го виконта Фалмута из графства Корнуолл и 4-го барона Боскауэна-Роуза в графстве Корнуолл, став членом Палаты лордов Великобритании. Он использовал свое покровительство, чтобы назначить своего потенциального шурина Уильяма Джона Бэнкса своим преемником на посту депутата от Труро. 14 июля 1821 года во время коронации Георга IV, для него был создан титул 1-го графа Фалмута.
Будучи членом фракции ультра-тори, он был ярым противником парламентской реформы и католической эмансипации. В 1829 году он выступал в качестве секунданта лорда Уинчилси в его знаменитой дуэли с герцогом Веллингтоном по последнему вопросу. Он всегда настаивал на том, что убедил Уинчилси выстрелить в воздух, и он, конечно же, подготовил извинение, которое Веллингтон принял.

## Семья

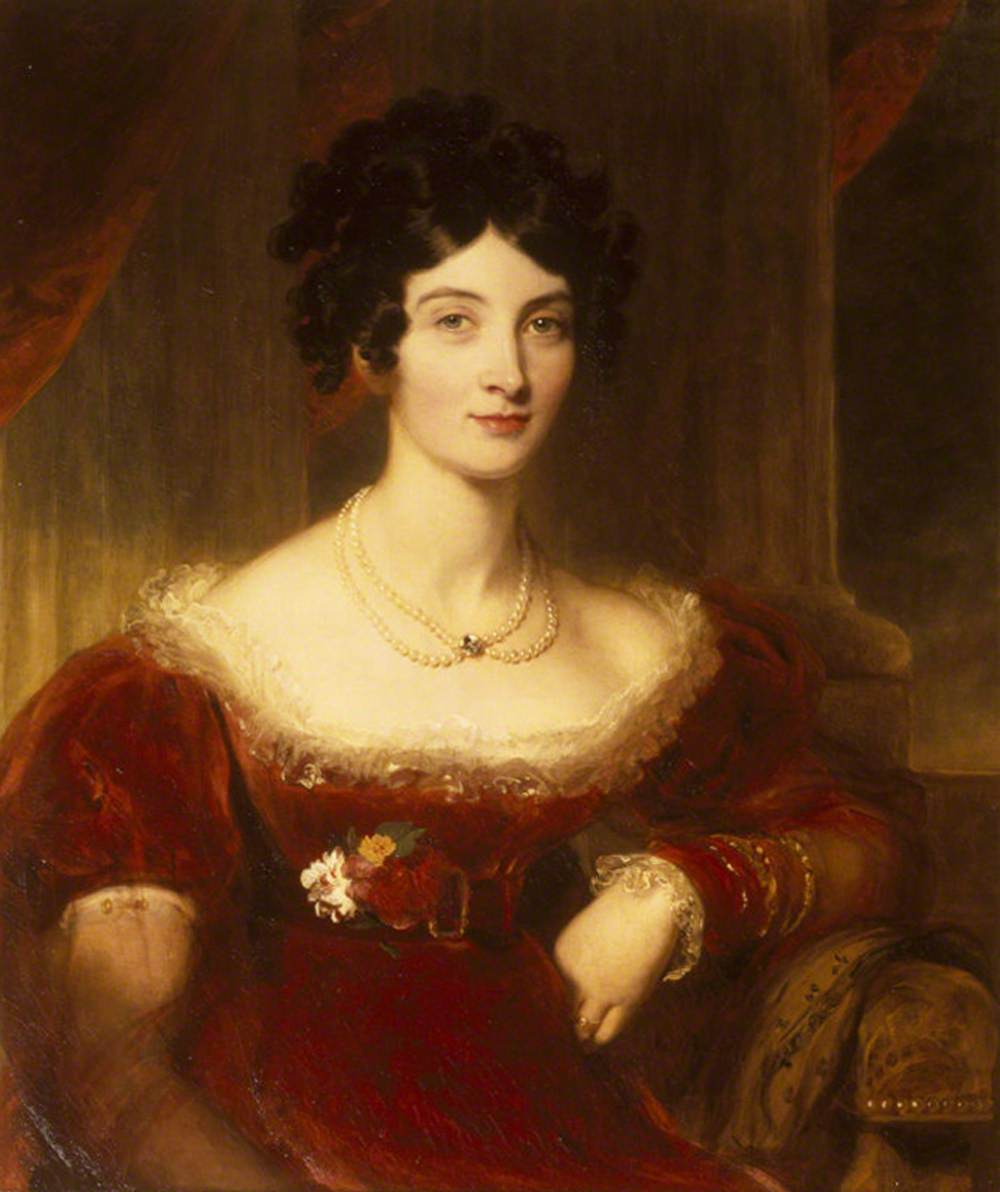
Энн Фрэнсис Бэнкс (1789—1864), графиня Фалмут, Томас Лоуренс (Кингстон-Лейси)

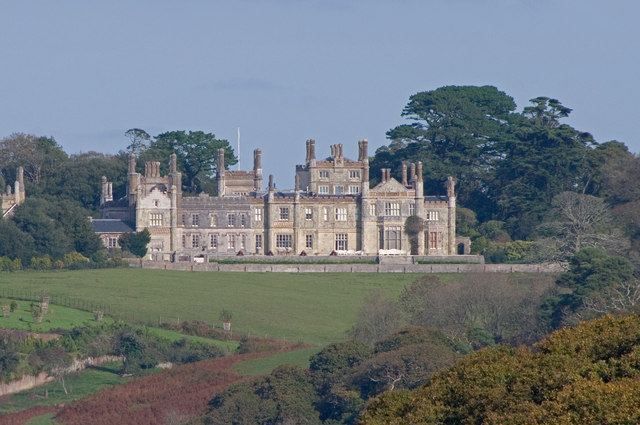
Треготнан-хаус

27 августа 1810 года лорд Фалмут женился на Энн Фрэнсис Бэнкс (1790 — 1 мая 1864), старшей дочери Генри Бэнкса из поместья Кингстон-Лейси и Фрэнсис Вудли. Она была из старинной и знатной семьи Бэнкс. У супругов был один сын:
- Джордж Генри Боскауэн, 2-й граф Фалмут (8 июля 1811 — 29 августа 1852)

Лорд Фалмут скончался в Треготнане в декабре 1841 года в возрасте 54 лет, и ему наследовал его единственный сын Джордж.
Леди Фалмут жила по адресу Уайтхолл Гарденс 3, в Вестминстере, до своей смерти в 1864 году . Будучи филантропом, она жертвовала средства на богадельни в Бримптоне и сельскую школу в Вулхэмптоне, обе в Беркшире.